# Beschäftigungsstand
Der Beschäftigungsstand sagt in der Volkswirtschaftslehre aus, ob Unterbeschäftigung, Vollbeschäftigung oder Überbeschäftigung besteht.

## Allgemeines
Unterbeschäftigung liegt statistisch vor, wenn es weniger offene Stellen ({\displaystyle A_{A}}) als Arbeitslose ({\displaystyle A_{N}}) gibt:
{\displaystyle A_{A}} < {\displaystyle A_{N}}.
Entsprechend ist von Vollbeschäftigung die Rede, wenn auf dem Arbeitsmarkt Marktgleichgewicht herrscht:
{\displaystyle A_{A}} = {\displaystyle A_{N}}.
Überbeschäftigung ist mithin vorhanden, wenn es mehr offene Stellen als Arbeitslose gibt:
{\displaystyle A_{A}} > {\displaystyle A_{N}}.
Überwiegt die Anzahl der offenen Arbeitsplätze die Zahl der Arbeitsfähigen und sind Letztere alle beschäftigt, besteht Überbeschäftigung.

## Rechtsbegriff
Der Beschäftigungsstand wurde zum Rechtsbegriff, als im Juni 1967 das Stabilitätsgesetz (StabG) das in Art. 109 Abs. 2 GG erwähnte Staatsziel des gesamtwirtschaftlichen Gleichgewichts in § 1 StabG näher konkretisierte. Danach haben Bund und Länder bei ihren wirtschafts- und finanzpolitischen Maßnahmen die Erfordernisse des gesamtwirtschaftlichen Gleichgewichts zu beachten. Die Maßnahmen sind dem Gesetz zufolge so zu treffen, dass sie im Rahmen der marktwirtschaftlichen Ordnung gleichzeitig zur Stabilität des Preisniveaus, zu einem hohen Beschäftigungsstand und außenwirtschaftlichem Gleichgewicht bei stetigem und angemessenem Wirtschaftswachstum beitragen (Magisches Viereck). Im Gesetz ist vom „hohen Beschäftigungsstand“ die Rede, nicht jedoch von Vollbeschäftigung. Im Vergleich zur Vollbeschäftigung deutet die Formulierung „hoher Beschäftigungsstand“ auf ein reduziertes Anspruchsniveau hin. Dies wird damit begründet, dass die Stabilitätspolitik lediglich zur Bekämpfung der konjunkturellen Arbeitslosigkeit, nicht jedoch zur Beseitigung der strukturellen und friktionellen Arbeitslosigkeit geeignet sei. Zudem verlangt das Gesetz, dass die – vier miteinander im Zielkonflikt stehenden – Ziele (Magisches Viereck) „gleichzeitig“ beachtet werden müssen.

## Hoher Beschäftigungsstand als Ziel der Wirtschaftspolitik
Als hoher Beschäftigungsgrad wird eine Arbeitslosenquote bis zu 2 % angesehen.